# Aneuraceae
Famille
Classification phylogénétique
La famille des Aneuraceae (parfois Riccardiaceae) est une famille d’hépatiques de l'ordre des Metzgeriales.
Cette famille comporte quatre genres, dont trois venant d'Europe[réf. nécessaire].
- Aneura avec environ 15 espèces
- Cryptothallus 2 espèces
- Lobatiriccardia 5 espèces , seulement en Asie et Australie
- Riccardia 200 espèces

## Liste des genres
Selon BioLib (5 août 2018) :
- genre Aneura Dumort.
- genre Cryptothallus Malmb.
- genre Riccardia Gray

Selon Catalogue of Life (5 août 2018) :
- genre Afroriccardia
- genre Aneura
- genre Lobatiriccardia
- genre Riccardia
- genre Riccardiothallus †
- genre Verdoornia

Selon ITIS (5 août 2018) :
- genre Aneura Dumort.
- genre Lobatiriccardia (Mizut. & S. Hatt.) Furuki
- genre Riccardia Gray
- genre Verdoornia R.M. Schust.

Selon NCBI (5 août 2018) :
- genre Afroriccardia Reeb & Gradst., 2017
- genre Aneura Dumort.
- genre Lobatiriccardia (Mizut. & S.Hatt.) Furuki
- genre Riccardia Gray
- genre Verdoornia

Selon Tropicos (5 août 2018) (Attention liste brute contenant possiblement des synonymes) :
- genre Acrostolia Dumort.
- genre Afroriccardia Reeb & Gradst.
- genre Aneura Dumort.
- genre Cryptothallus Malmb.
- genre Lobatiriccardia (Mizut. & S. Hatt.) Furuki
- genre Pseudoneura Gottsche
- genre Riccardia Gray
- genre Riccardiopsis X.W. Wu & B.X. Li
- genre Riccardiothallus C.Q. Guo, D. Edwards, P.C. Wu, Duckett, Hueber & C.S. Li
- genre Sarcomitrium Corda
- genre Spinella Schiffn.
- genre Trichostylium Corda
- genre Verdoornia R.M. Schust.